# آلفرد فیلیبر آلدروف
آلفرد فیلیبر آلدروف (انگلیسی: Alfred-Philibert Aldrophe; ۱ ژانویهٔ ۱۸۳۴ – ۱ ژانویهٔ ۱۸۹۵) معمار اهل فرانسه بود.